# Madalena Iglésias
Madalena Iglésias, de nome completo Madalena Lucília Iglésias do Vale de Oliveira Portugal (Lisboa, 24 de outubro de 1939 – Barcelona, 16 de janeiro de 2018), foi uma cantora portuguesa.
Venceu o Festival RTP da Canção de 1966 com "Ele e Ela". A par de Simone de Oliveira, tornou-se numa das vozes mais importantes do chamado nacional-cançonetismo que dominou na década de 1960.

## Biografia
Nasceu em Lisboa, no bairro de Santa Catarina, em 24 de outubro de 1939. Estudou no Conservatório e na Escola do Canto e, com apenas 15 anos, entrou para o Centro de Preparação de Artistas da Rádio da Emissora Nacional, sob a direcção de Motta Pereira.
No ano de 1954, estreia-se em simultâneo na televisão e na Emissora Nacional. A sua carreira internacional começa em 1959 com uma actuação na televisão espanhola. Em 1960, recebe os títulos de Rainha da Rádio e da Televisão.
Por intermédio da Emissora Nacional, representou Portugal, em 1962, no Festival da Canção de Benidorm. Em 1964, participa no I Grande Prémio TV da Canção Portuguesa com "Balada Das Palavras Perdidas" (5º) e "Na Tua Carta" (10º). Nesse ano vence o Festival Hispano-Português de Aranda de Duero. Nesse ano, estreia-se no cinema, ao lado de António Calvário, em "Uma Hora de Amor", de Augusto Fraga. Participa também no filme "Canção da Saudade", de Henrique Campos.
Com "Silêncio Entre Nós", fica em 3º lugar no Grande Prémio da TV da Canção. Grava também uma versão de "Sol de Inverno". 1965 é também o ano de "Poema de Nós Dois", tema do filme "Passagem de Nível" de Américo Leite Rosa. A banda sonora deste filme é de Manuel Paião e Eduardo Damas.
Vence o Festival RTP da Canção de 1966 com Ele e Ela, um tema da autoria de Carlos Canelhas em estilo "surf". "Rebeldia" fica em 3º e "Caminhos Perdidos" obtém o 6º lugar. Em todos os temas foi acompanhada pela Orquestra de Jorge Costa Pinto. No Festival Eurovisão da Canção 1966 obtém grande sucesso e "Él Y Ella", a versão em espanhol, é editada em Espanha, França e Holanda.
Ainda em 1966, obtém o segundo lugar no Festival do Mediterrâneo, com a canção "Setembro". Vence também o Prémio da Hispanidade com "Vuelo 502". O filme "Sarilho de Fraldas", de Constantino Esteves, onde volta a contracenar com Calvário, é um enorme sucesso e são editados dois EP com temas desse filme. Em 1967, vence o prémio da Casa da Imprensa respeitante ao ano de 1966.
São editados vários EP na editora Tecla de Jorge Costa Pinto. O primeiro inclui os temas "Eu Vou Cantando", "Não Sou de Ninguém", "Maus Caminhos" e "Romance da Solidão". O segundo disco tem os temas "Fado da Madragoa", "Gostei de Ti", "Adeus Mouraria" e "Noite Acordada". "Que Mal Te Fiz", "Gente Que Passa Na Rua", "Cuando Salí De Cuba" e "Miguel E Isabel" são os temas do disco seguinte.
Edita ainda outro EP com os temas "Amor Vê Lá" (de Manuel Paião e Eduardo Damas), "Saudade Vai-te Embora" (de Júlio de Sousa) e dois temas de Jerónimo Bragança e Carlos Nóbrega e Sousa: "Mãos Vazias" e "De Degrau Em Degrau".
São editados vários temas, orquestrados por Adolfo Ventas, em 1968, através da editora Belter, para promoção internacional da cantora. Nesse ano, fica em 4º lugar nas Olimpíadas da Canção com "Tu Vais Voltar" e vai ao Festival do Rio de Janeiro, onde interpreta "Poema da Vida". É editado um EP com os temas "Poema da Vida", "Tu Vais Voltar", "Amar É Vencer" e "Tu És Quem És".
Participa no Festival RTP da Canção de 1969 com "Canção Para um Poeta". A Belter edita um EP com os temas "Canção Que Alguém Me Cantou", "É Você, "Oração Na Neve" e "De Longe, Longe, Longe…".
Casou em 1972, abandonou a carreira artística e foi viver para a Venezuela. Grávida de oito meses, ainda fez um programa no Canal 4 da televisão venezuelana mas deixou de actuar até os seus filhos terem cinco anos de idade. Depois, voltou a actuar esporadicamente na televisão venezuelana para fazer ocasionalmente um programa.
Em 1987, mudou-se para Barcelona. As comemorações do centenário do Coliseu de Lisboa abriram em 8 de junho de 1990 e terminaram em 9 de junho de 1991 com a Grande Noite do Fado de Lisboa. Nessa noite, recebeu o prémio prestígio e com a amiga Simone de Oliveira improvisou "Ele e Ela". Mais ainda, entre o muito que houve: Rita Ribeiro e António Cruz numa cena de "What Happened to Madalena Iglésias?", um grande êxito da época, criado por Filipe La Féria.
Em 1994, a editora Movieplay editou uma compilação da cantora na série "O Melhor dos Melhores". A Strauss editou "Saudades de Lisboa", em 1996, e "É Já Sol Pôr", em 1997, com temas gravados para a editora espanhola Belter. Em 2008 é lançada uma fotobiografia.
Morreu a 16 de janeiro de 2018, numa clínica em Barcelona, Espanha, aos 78 anos de idade.

#### Participações

##### Festival da Canção
| Edição | Canção                         | Música                          | Letra                            | Final | Pontos |
| ------ | ------------------------------ | ------------------------------- | -------------------------------- | ----- | ------ |
| 1964   | "Balada das palavras perdidas" | António Ruiz de Almeida Garrett | Nuno Fradique                    | 5º    | 30     |
| 1964   | "Na tua carta"                 | João Andrade Santos             | Manuela de Moura Sá Teles Santos | 10º   | 0      |
| 1965   | "Silêncio entre nós"           | Mário Gonçalves Teixeira        | José Correia                     | 3º    | 46     |
| 1966   | "Ele e ela"                    | Carlos Canelhas                 | Carlos Canelhas                  | 1º    | 81     |
| 1966   | "Rebeldia"                     | Fernando de Carvalho            | Jerónimo Bragança                | 3º    | 42     |
| 1966   | "Caminhos Perdidos"            | Jaime Filipe & Tavares Belo     | António de Sousa Freitas         | 6º    | 29     |
| 1969   | "Canção para um poeta"         | Carlos Canelhas                 | Maria Amália Ortiz da Fonseca    | 6º    | 11     |

##### Festivais Internacionais
| Edição                   | Canção           | Música          | Letra           | Final | Pontos |
| ------------------------ | ---------------- | --------------- | --------------- | ----- | ------ |
| Benidorm 1962            |                  |                 |                 |       |        |
| Aranda de Duero 1964     | "Sonha"          | Carlos Canelhas | Carlos Canelhas | 1º    |        |
| Eurovisão 1966           | "Ele e ela"      | Carlos Canelhas | Carlos Canelhas | 13º   | 6      |
| Mediterrânea 1966        | "Septiembre"     |                 |                 | 2º    | 939    |
| Olimpíada da Canção 1968 | "Tu vais voltar" |                 |                 | 4º    | 96     |

## Discografia Seleccionada
EDITORA VALENTIM DE CARVALHO
- 1964-Trechos do Filme "Uma Hora de Amor", A Voz do Dono (OU SIM OU NÃO/SIM ERREI/É TÃO BOM AMAR/QUANDO SE FALA DE AMOR) (com António Calvário)

EDITORA ALVORADA
- Talvez /Sim ou não /De degrau em degrau /Sou tua (EP) MEp 60138
- ponte do rio Kwai / Cabecinha no ombro (outros artistas - EP) Mep 60153
- Rio de Janeiro /Má sorte /O futuro dirá /Canção de Aveiro (EP) Mep 60225
- Mulher do cais /Fatalidade /Onde estás felicidade? /Perdoai-me Senhor (EP) Mep 60233
- Lenda de Lisboa/Melodia Na Noite/Não Sei/O Meu Destino É Procurar-te (EP, Alvorada) MEP 60255
- (outros artistas - EP) Mep 60263
- Festival da Canção (outros artistas - EP, 1960) Mep 60283
- Festival da Canção (outros artistas - EP, 1960) Mep 60292
- Amanhã (EP, Alvorada) Amanhã /Não dou /Se eu te beijei /Na Mouraria MEP 60332
- Até logo Lisboa /Soam palmas nos palmares /De mãos postas /O amor é sina -Mep 60395
- III Festival da Canção (outros artistas - EP, 1960) - Dilema - Mep 60429
- Perdoa /Louco /O diabo leve a escolha /Última carta - Mep 60436
- Não posso mais /O amor pode esperar /Calypso do amor / História do amor - Mep 60468
- Foi tarde / Se não sabes Chicotada /Sara /Até ao fim da vida - Mep 60541
- Balada de Outono / Chiri-biú /Twist em Lisboa /O meu cão - Mep 60542
- Grande Prémio da Canção (Outros Artistas -Ep) - Balada das Palavras Perdidas- AEP 60644
- O que é meu é teu /Madrugada fria /Qualquer coisa aconteceu /Madalena Bossa Nova - AEP 60647
- Amor de sonho /Aconteceu gostar de ti /Serenata da Primavera /Madalena - AEP60652
- Sonha / Ven esta noche /La frontera / La más bella del baile - AEP 60702
- Boneca de cera, boneca de som / Canção do amor perdido / Amar é pertencer / Amar é viver - AEP 60730
- 4º Festival da Canção Portuguesa (Vários artistas EP)- MEp 60747
- 1965-Trechos do Filme "Passagem de Nível" (EP, Alvorada, 1965) AEP60756 [Poema de Nós Dois/Volta, Amor/Rua Triste/Espero Por Ti]
- 1966-Ele e Ela (Ep. Alvorada, 1966) AEP60785 [Ele e Ela/Rebeldia/Caminhos Perdidos/Dançar, Dançar]
- 1966-Setembro (EP, Alvorada) AEP60871 [Setembro/O Mar Não Faltará/Vuelo 502/Mucho]

EDITORA TECLA
- 1966-OST Sarilho de Fraldas (Tecla, 1966) TE 1005 - com António Calvário[Meu Velho Amor / Num Dia de Sol/Balança/Balão Dourado]
- 1966-OST Sarilho de Fraldas (Tecla, 1966) TE 1006 - com António Calvário [Por causa dum olhar/Balão dourado/Bolas de sabão/Chapéu de chuva para dois]
- Eu Vou Cantando/Não Sou de Ninguém/Maus Caminhos/Romance da Solidão (EP, Tecla) 1019
- Fado da Madragoa/Gostei de Ti/Adeus Mouraria/Noite Acordada (EP, Tecla) 1022-
- Que Mal Te Fiz/Gente Que Passa Na Rua/Cuando Sali De Cuba/Miguel E Isabel (EP, Tecla) 1034
- Amor Vê Lá/Mãos Vazias/Saudade Vai-te Embora/De Degrau Em Degrau (EP, Tecla) 1045
- Coimbra/Que Mal Te Fiz/Uma Casa Portuguesa/Porto Santo (Ep Tecla) 1052
- (LP, Tecla,)
- Canção do Mar (LP, Tecla,)

EDITORA BELTER
- El Y Ella/Manuel Benítez"El Cordobés" (Single, Belter, 1966)
- El Y Ella/Manuel Benítez"El Cordobés"/Yo Te Daria Mas/Me Espera (EP, Belter, 1966)
- El Y Ella/Quemé Tus Cartas/Mirza/Yo Te Daría Más (EP, Belter, 1966)
- Septiembre/El Mar No Hablará (Single, Belter, 1966)
- Septiembre/Mucho/El Mar No Hablará/Si Sal El Sol (EP, Belter, 1966)
- Vuelo 502/Y Sabes Que Vi/Te Llmo En Nombre del Amor/Ya Lo Se (Belter)
- Vuelo 502/Ya Lo Se (Single, Belter, 1966) [com Los 4 de la Torre]
- Poema da Vida/Tu Vais Voltar/Amar É Vencer/Tu És Quem És (EP, Belter, 1968)
- Poema de Vida/Olvida/Mil Veces/Tu Vuelves a Mi (EP, Belter, 1968)
- Canção para Um Poeta / Cantiga/Flôr Bailarina/Desfolhada (EP, Belter, 1969) 51953
- Canção Que Alguém Me Cantou/É Você/Oração Na Neve/De Longe, Longe, Longe… (Ep, Belter, 1969)
- Mar Solidão/Ave Verde/Para Teu Amor/Menino Pastor (EP, Belter, 1970) 51989

OUTROS
- III Festival da Canção (EP, Alvorada)-AEP60429-Ontem e Hoje 1º-Dilema 5º-Bom Dia Lisboa 3º-Porque Voltei 7º- Simone, Madalena, Alice Amaro, José Manuel Mendes
- Grande Prémio TV da Canção Portuguesa (EP, Alvorada, 1964) - Balada das Palavras Perdidas
- Grande Prémio TV da Canção Portuguesa (EP, Alvorada, 1965) AEP60701 - Sol de Inverno / Silêncio Entre Nós
- Novidades de Portugal nº6 (EP)
- El Y Ella/Yo Te Daria Mas (EP, CNR, 1966)

COLECTÂNEAS
- Canta Portugal - edição Argentina
- O Melhor dos Melhores (CD, Movieplay, 1994)
- Saudades de Lisboa (CD, Strauss, 1996)
- É Já Sol Pôr (CD, Strauss, 1996)

## Prémios e Reconhecimentos
- 2023 - A Câmara Municipal de Lisboa aprova inserir o seu nome na toponímia da cidade.[6]

## Comentários
"Nunca tive ajuda de nenhum meio do Governo. Trabalhei na televisão porque não havia outro sítio. Não fiz nenhum espectáculo em que o SNI (Serviço Nacional de Informação) me tivesse apoiado. A carreira no exterior devo-a aos espanhóis, e lamento muito que isso choque o nosso patriotismo" (MI/DN)
"Existe uma grande quantidade de programas para apresentar gente nova que se deixa deslumbrar pelo ambiente. As carreiras têm que começar por baixo. Qualquer tipo de trabalho onde não se labuta, e a pessoa não sofre reveses, essa carreira não dura" (idem)
" Para ela 28 anos de carreira correspondem a 50.Tive um contrato com a Radio Caracas Televisión em que fiz 40 espectáculos em 15 dias". (idem)